# Cimişlia

Cimişlia é uma cidade da Moldávia, é a capital do distrito de Cimişlia. Sua população é de 19 873 habitantes e sua área é de 2 084 km².

## Localização
Cimişlia está a 73 km da capital, no meio de encontros de algumas rodovias nacionais.

## Economia
A economia consiste em um bom complexo agroindustrial e com uma rede de fabrico de produtos agrícolas para plantações e pecuária. A estação ferroviária local, tem uma boa ligação com os armazéns industrias e comercias da cidade.

## Minerais
Cimişlia é conhecida pelos seus parques arqueológicos e seus fósseis , descobertos em 1932.